# Villaudric

Villaudric este o comună în departamentul Haute-Garonne din sudul Franței. În 2009 avea o populație de 1.396 de locuitori.

## Evoluția populației

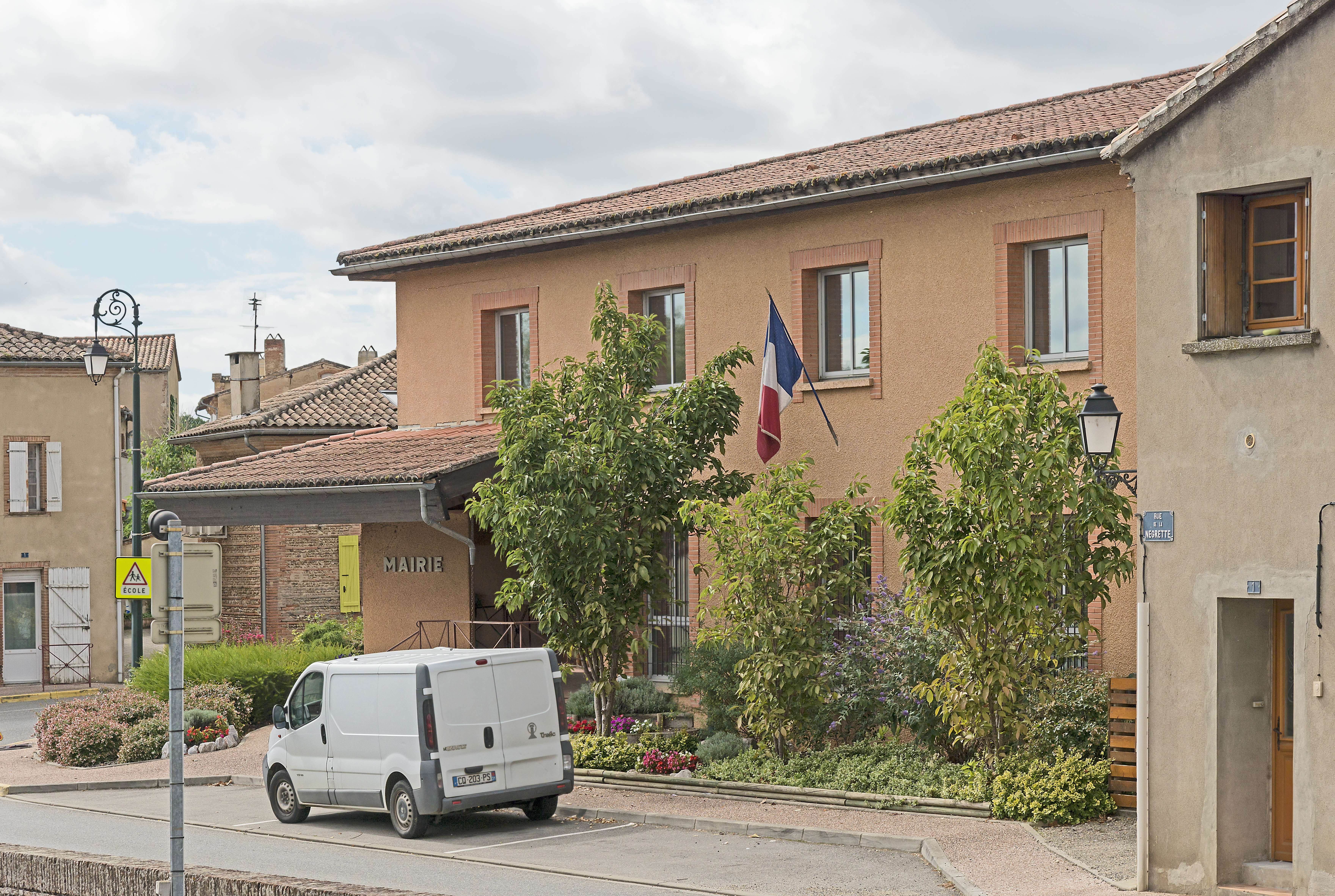
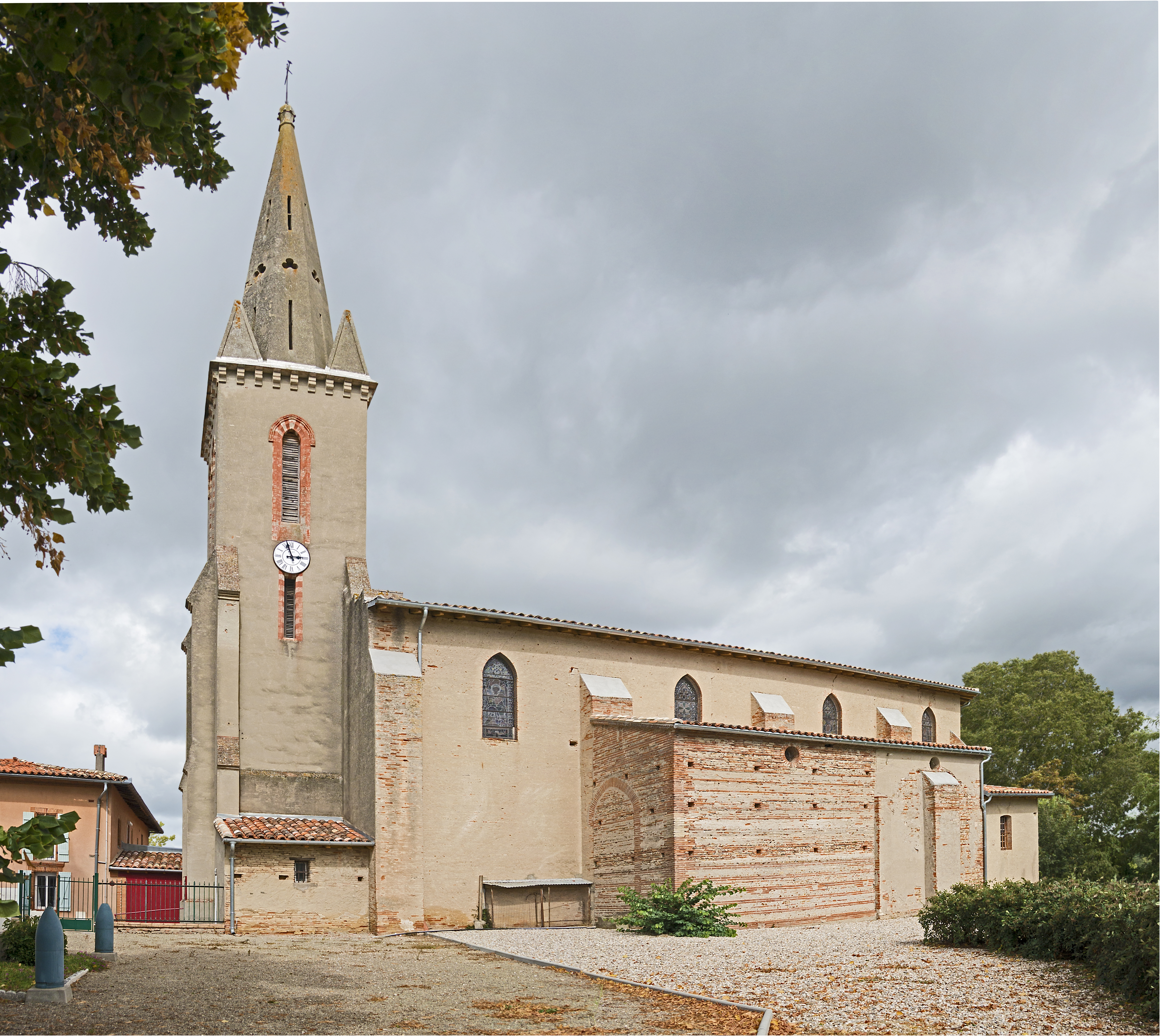

| An        | 1975 | 1982 | 1990 | 1999  | 2006  | 2009  |
| --------- | ---- | ---- | ---- | ----- | ----- | ----- |
| Populație | 636  | 722  | 978  | 1.115 | 1.333 | 1.396 |